# Dolmen des Carniçosas
Le dolmen des Carniçosas (ou l'Anta das Carniçoses) est un dolmen situé dans la paroisse de Alhadas sur le territoire de la municipalité de Figueira da Foz (district de Coimbra), au Portugal. 
,. 
Le mot anta est l'équivalent portugais d'« ante » (pilier terminal d'un temple grec ou romain), mais il est aussi employé pour désigner les pierres d'un dolmen ou le dolmen lui-même. Environ 5 000 structures mégalithiques de ce type ont été construites au Néolithique dans l'ouest de la péninsule Ibérique par les successeurs de la culture de la céramique cardiale ou Cardial.
Il a été classé monument national en 1910 .

## Description
Ce monument mégalithique fait partie d'un groupe d'une vingtaine de monuments similaires nommé Monumentos da Serra da Brenha, la plupart d'entre eux sont malheureusement détruits ou en mauvais état d'entretien.
Le dolmen a été découvert par l'archéologue António dos Santos Rocha (pt) (1853-1910). Il compose d'un couloir d'environ 4,50 m de long et d'une chambre polygonale d'environ 3 m de large. 
Le Dolmen das Carniçosas est situé sur le point culminant de la Serra das Alhadas et est l'un des points de la Rota do Megalitismo, un sentier de randonnée dédié à la culture mégalithique au sein des sentiers de randonnée thématiques de la municipalité de Figueira da Foz.

## Galerie

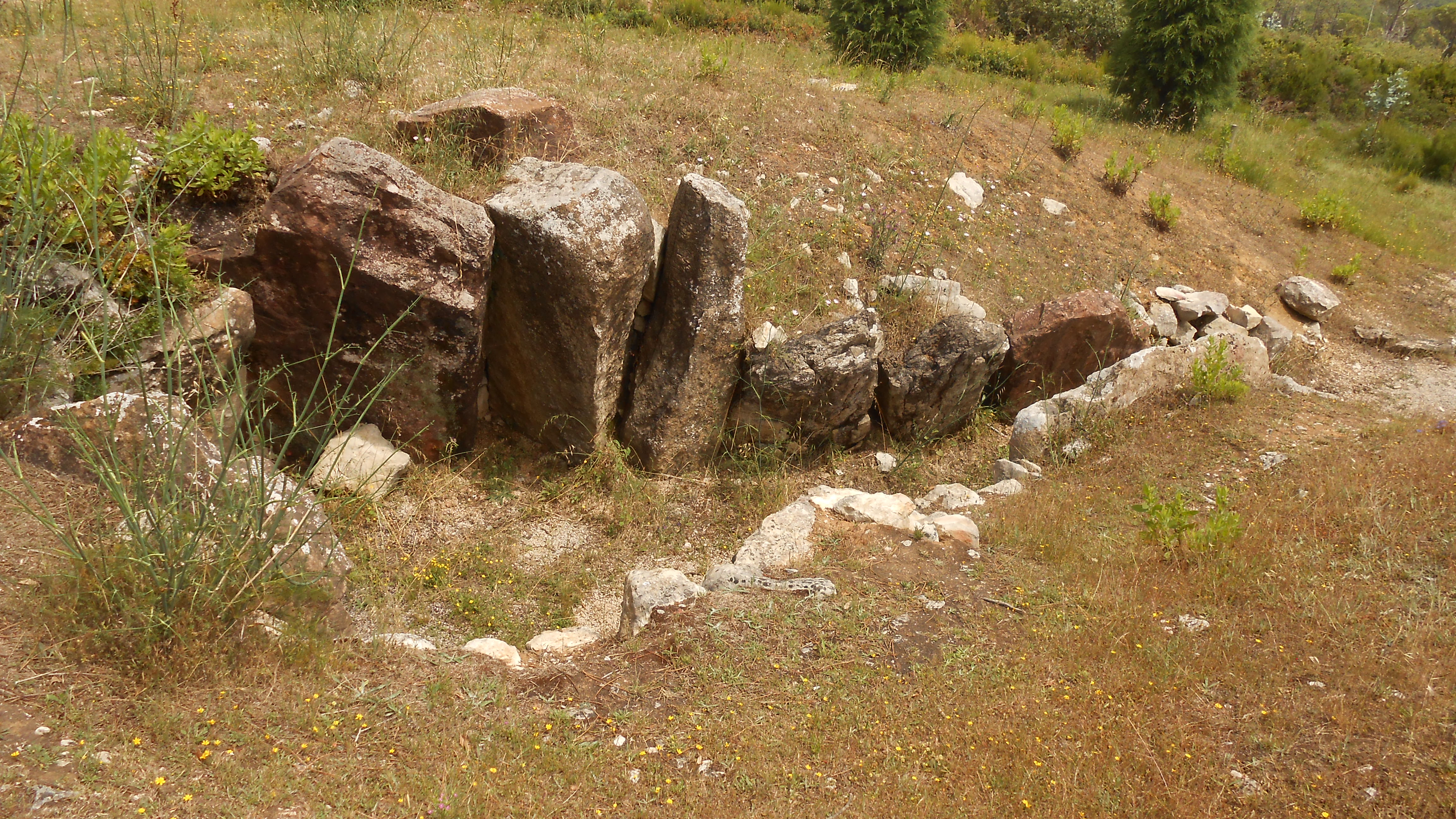
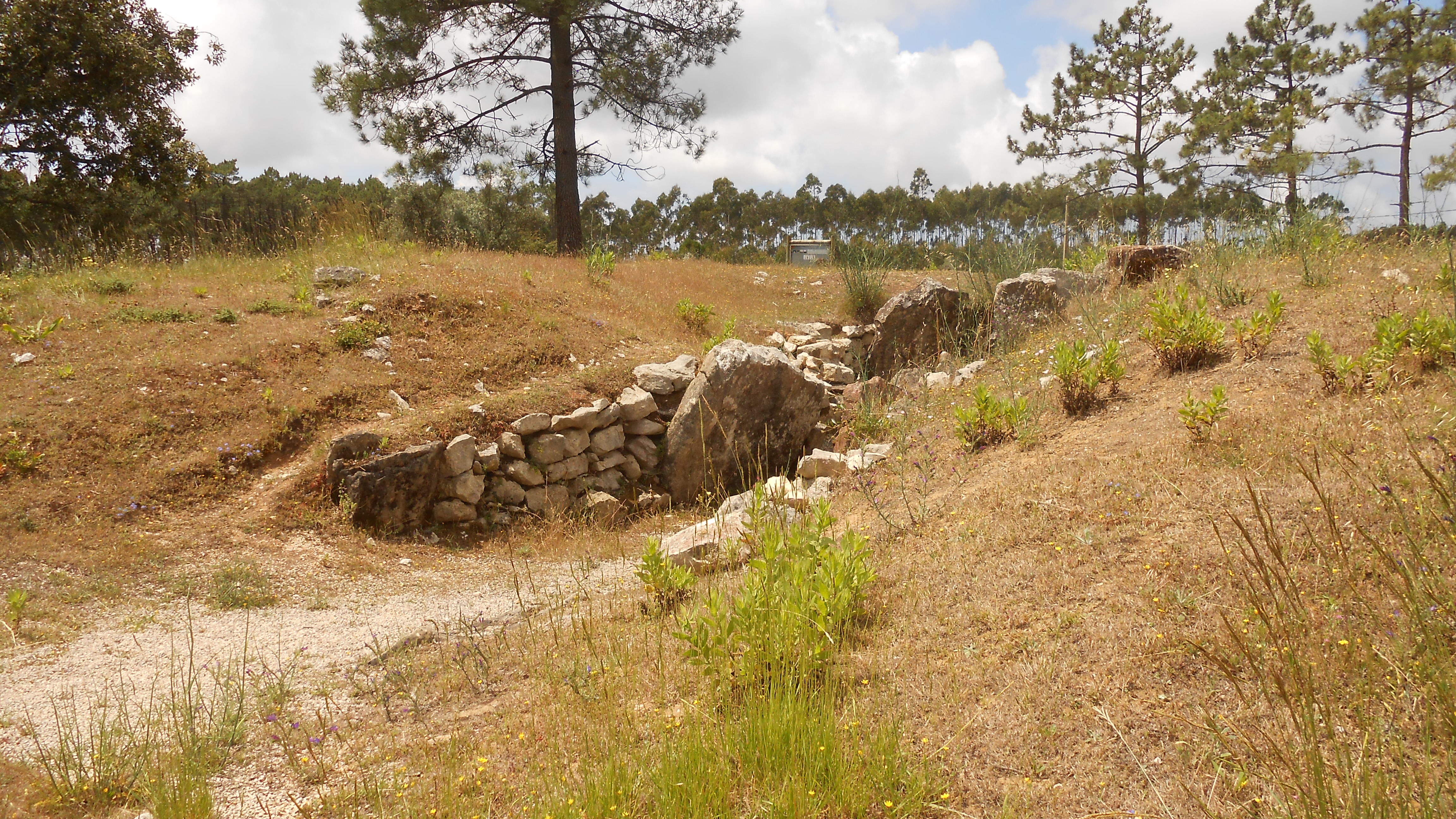